# Kurt Steinkrauß
Kurt Steinkrauß (* 23. August 1915 in Berlin-Tempelhof, Deutschland; † 3. Oktober 2013 in Berlin-Neukölln) war ein deutscher Mundartdichter.

## Leben
Nachdem er erfolgreich das Realgymnasium abgeschlossen hatte, absolvierte er eine Ausbildung zum Zahntechniker. 1932 lernte er in Berlin Hans Albers kennen, der ihn dazu ermutigte die Schauspielschule zu besuchen. Ab 1933 wurden von Lucie Höflich erste Gedichte des Dichters im Rundfunk vorgetragen. Später gründete er die Amateur-Schauspielergruppe Tempelhof. Zwischen 1945 und 1955 übte er verschiedene Tätigkeiten im Theater (Leiter des Kabaretts „Eulenspiegel“) als Regisseur, Schauspieler oder Texter aus. Ab 1980 war er Mitglied im Internationalen Dialekt Institut Innsbruck.
Populär wurde er durch die RIAS-Sendung von Harald Juhnke, die regelmäßig mit einem Gedicht des Autors eingeleitet wurde.

## Werke
- „Leben, Tod und Träume“ 1978
- „Heißjeliebtet Berlin“ 1979–1981, Schwarzrotbuchverlag
- „Dat Hämikin“ 1981
- „Jeliebtet Berlin“/100 Gedichte in Berliner Mundart 1984, Stapp-Verlag
- „Heißjeliebtet Berlin“/136 Gedichte in Berliner Mundart 1984, Stapp-Verlag
- „ Himmelbett und Bratkartoffeln“/100 Gedichte in Berliner Mundart 1985, Stapp-Verlag
- „Soon bißken Zärtlichkeit“ 1986, M&N Boesche-Verlag
- „Für’n Appel und ’n Ei“ 1987
- Neuauflage „Heißjeliebtet Berlin“ 1996, Schwarzrotbuchverlag